# Etylenvinylacetát

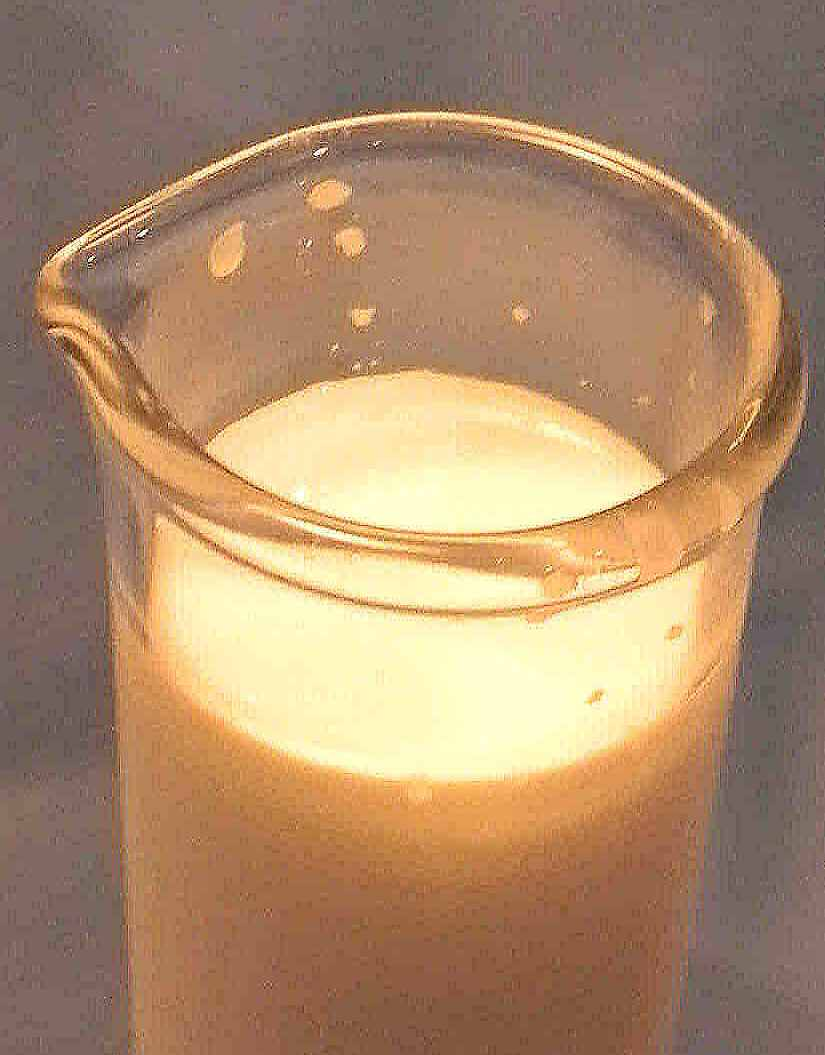
EVA polymer milk

PEVA - strukturní vzorec

Ethylenvinylacetát (EVA), také známý jako poly(ethylen-vinylacetát) (PEVA), je kopolymer ethylenu a vinylacetátu. Hmotnostní podíl vinylacetátu se obvykle pohybuje od 10 do 40 %, přičemž zbytek tvoří ethylen.
PEVA je elastomerní polymer, který produkuje materiály, které jsou „gumové“ v měkkosti a pružnosti. Tato vlastnost je odlišná od termoplastu v tom, že materiál je zesíťovaný. Tento materiál má dobrou čistotu a lesk, nízkoteplotní houževnatost, odolnost proti stresu, trhlinám, vyšším teplotám, má nepromokavé vlastnosti a odolnost vůči UV záření.

## Aplikace
EVA materiál je používán v biomedicínském inženýrství. Polymer se rozpustí v organickém rozpouštědle (např. dichlormethan). Práškový lék a plniva (typicky inertní cukr) jsou přidány do kapalného roztoku a rychle se smísí, aby se získala homogenní směs. Droga-plnivo-polymer se potom lije do formy při teplotě −80 °C a lyofilizuje, dokud se z ní nestane pevná látka. Polymer není biologicky rozložitelný v těle, ale je zcela inertní a způsobuje malou nebo žádnou reakci po implantaci.
EVA pěna se používá jako výplň ve vybavení pro různé sporty jako lyžařské boty, cyklistická sedla, hokejové rukavice a helmy, wakeboard boty, vodní lyže, boty, rybářské pruty atd.. Používá se k výrobě plováků do komerčních lovných zařízení, jako je například košelkový nevod.